# DFB-Pokal 1973/74
DFB-Pokalsieger 1974 wurde Eintracht Frankfurt. In der Saison der Fußball-Weltmeisterschaft 1974 kehrte der DFB zur ursprünglichen Wettbewerbsform von nur einem Spiel zurück. Die zusätzliche Belastung von je zwei Spielen im DFB-Pokal wäre für die Nationalspieler zu hoch gewesen. Bei einem Unentschieden nach Verlängerung wurde jedoch weiterhin ein Wiederholungsspiel ausgetragen. Titelverteidiger Borussia Mönchengladbach gehörte zu den Mannschaften, die nach einem Wiederholungsspiel ausschieden: Im Achtelfinale war aber zudem ein Elfmeterschießen notwendig, um dem Hamburger SV den Weg ins Finale zu ebnen. Da die deutsche Fußballnationalmannschaft bereits früh zum Trainingslager nach Malente berufen wurde, entschied der DFB, das Finale erst am Anfang der nächsten Saison nach der WM auszutragen.
Im Europapokal der Pokalsieger schieden die Frankfurter in der zweiten Runde gegen den späteren Europapokalsieger Dynamo Kiew aus.

## 1. Hauptrunde
| Datum                |                        | Ergebnis  |                          |
| -------------------- | ---------------------- | --------- | ------------------------ |
| 01.12.1973 14:30 Uhr | TuS Neuendorf          | 0:2 (0:2) | Wuppertaler SV           |
| 01.12.1973 14:30 Uhr | FC Schalke 04          | 1:2 (0:1) | SG Wattenscheid 09       |
| 01.12.1973 14:30 Uhr | FC Bayern München      | 3:1 (1:0) | MSV Duisburg             |
| 01.12.1973 14:30 Uhr | Arminia Bielefeld      | 2:1 (1:1) | Alemannia Aachen         |
| 02.12.1973 14:30 Uhr | Tennis Borussia Berlin | 1:8 (0:4) | Eintracht Frankfurt      |
| 01.12.1973 14:30 Uhr | 1. FC Nürnberg         | 4:1 (1:1) | 1. FSV Mainz 05          |
| 01.12.1973 14:30 Uhr | VfB Oldenburg          | 0:6 (0:3) | Borussia Mönchengladbach |
| 01.12.1973 14:30 Uhr | SC Fortuna Köln        | 3:2 n. V. | VfB Stuttgart            |
| 01.12.1973 14:30 Uhr | 1. FC Kaiserslautern   | 5:3 n. V. | Rot-Weiss Essen          |
| 01.12.1973 14:30 Uhr | Hertha BSC             | 2:2 n. V. | Fortuna Düsseldorf       |
| 01.12.1973 14:30 Uhr | Hamburger SV           | 3:1 (1:0) | SV Darmstadt 98          |
| 01.12.1973 14:30 Uhr | Borussia Dortmund      | 1:4 (0:1) | Hannover 96              |
| 01.12.1973 14:30 Uhr | Kickers Offenbach      | 2:2 n. V. | VfR Heilbronn            |
| 01.12.1973 14:30 Uhr | KSV Hessen Kassel      | 2:1 (1:0) | HSV Barmbek-Uhlenhorst   |
| 01.12.1973 14:30 Uhr | VfL Bochum             | 2:2 n. V. | Werder Bremen            |
| 03.12.1973 20:00 Uhr | 1. FC Köln             | 2:0 (0:0) | Eintracht Braunschweig   |

### Wiederholungsspiele
| Datum                |                    | Ergebnis              |                   |
| -------------------- | ------------------ | --------------------- | ----------------- |
| 04.12.1973 19:30 Uhr | Fortuna Düsseldorf | 1:1 n. V. (1:4 i. E.) | Hertha BSC        |
| 05.12.1973 19:30 Uhr | Werder Bremen      | 2:1 (2:1)             | VfL Bochum        |
| 11.12.1973 14:00 Uhr | VfR Heilbronn      | 2:3 n. V.             | Kickers Offenbach |

## Achtelfinale
| Datum                |                          | Ergebnis  |                      |
| -------------------- | ------------------------ | --------- | -------------------- |
| 15.12.1973 14:00 Uhr | KSV Hessen Kassel        | 2:3       | Eintracht Frankfurt  |
| 15.12.1973 14:00 Uhr | SG Wattenscheid 09       | 1:0       | Hertha BSC           |
| 15.12.1973 15:30 Uhr | 1. FC Köln               | 1:0       | Wuppertaler SV       |
| 15.12.1973 15:30 Uhr | Werder Bremen            | 1:2       | FC Bayern München    |
| 15.12.1973 15:30 Uhr | Borussia Mönchengladbach | 2:2 n. V. | Hamburger SV         |
| 19.12.1973 20:00 Uhr | SC Fortuna Köln          | 0:0 n. V. | Hannover 96          |
| 22.12.1973 15:30 Uhr | Arminia Bielefeld        | 1:1 n. V. | 1. FC Kaiserslautern |
| 22.12.1973 15:30 Uhr | Kickers Offenbach        | 3:2       | 1. FC Nürnberg       |

### Wiederholungsspiele
| Datum                |                      | Ergebnis              |                          |
| -------------------- | -------------------- | --------------------- | ------------------------ |
| 21.12.1973 19:30 Uhr | Hamburger SV         | 1:1 n. V. (3:1 i. E.) | Borussia Mönchengladbach |
| 29.12.1973 17:00 Uhr | 1. FC Kaiserslautern | 3:0                   | Arminia Bielefeld        |
| 29.12.1973 17:00 Uhr | Hannover 96          | 2:0                   | SC Fortuna Köln          |

## Viertelfinale
| Datum                |                     | Ergebnis  |                      |
| -------------------- | ------------------- | --------- | -------------------- |
| 16.02.1974 15:30 Uhr | FC Bayern München   | 3:2       | Hannover 96          |
| 16.02.1974 15:30 Uhr | SG Wattenscheid 09  | 0:1 n. V. | Hamburger SV         |
| 16.02.1974 15:30 Uhr | Eintracht Frankfurt | 4:3 n. V. | 1. FC Köln           |
| 23.02.1974 15:30 Uhr | Kickers Offenbach   | 2:2 n. V. | 1. FC Kaiserslautern |

### Wiederholungsspiel
| Datum                |                      | Ergebnis  |                   |
| -------------------- | -------------------- | --------- | ----------------- |
| 06.03.1974 19:30 Uhr | 1. FC Kaiserslautern | 2:3 n. V. | Kickers Offenbach |

## Halbfinale
| Datum                |                     | Ergebnis |                   |
| -------------------- | ------------------- | -------- | ----------------- |
| 11.04.1974 19:30 Uhr | Hamburger SV        | 1:0      | Kickers Offenbach |
| 13.04.1974 15:30 Uhr | Eintracht Frankfurt | 3:2      | FC Bayern München |

## Finale
| Paarung             | Hamburger SV – Eintracht Frankfurt |
| Ergebnis            | 1:3 n. V. (1:1, 0:1) |
| Datum               | Sa, 17. August 1974 um 16:00 Uhr |
| Stadion             | Rheinstadion, Düsseldorf |
| Zuschauer           | 52.800 |
| Schiedsrichter      | Hans-Joachim Weyland (Oberhausen) |
| Tore                | 0:1 Trinklein (40.) 1:1 Bjørnmose (75.) 1:2 Hölzenbein (95.) 1:3 Kraus (115.) |
| Hamburger SV        | Rudi Kargus, Manfred Kaltz, Peter Nogly, Klaus Winkler, Hans-Jürgen Ripp, Ole Bjørnmose, Klaus Zaczyk, Peter Krobbach (68. Kurt Eigl), Hans-Jürgen Sperlich, Horst Bertl (68. Willi Reimann), Georg Volkert Cheftrainer: Kuno Klötzer             |
| Eintracht Frankfurt | Peter Kunter, Peter Reichel (106. Helmut Müller), Gert Trinklein, Charly Körbel, Jürgen Kalb, Bernd Nickel, Jürgen Grabowski, Roland Weidle (74. Wolfgang Kraus), Klaus Beverungen, Bernd Hölzenbein, Thomas Rohrbach Cheftrainer: Dietrich Weise |